# DLR-TUBSAT
DLR-TUBSAT ist ein ehemaliger Forschungs- und Erdbeobachtungssatellit des Instituts für Luft- und Raumfahrt (ILR) der TU Berlin.

## Mission
Die Entwicklung und den Bau des Satelliten übernahm das ILR, mit Projektführung durch Udo Renner. Die Finanzierung für den Satelliten und den Start stellte das Deutsche Zentrum für Luft- und Raumfahrt bereit. Das DLR Berlin-Adlershof half bei der Entwicklung der optischen Nutzlast.
Der Satellit diente in erster Linie der Ausbildung der Studenten des ILR und der Entwicklung neuer Lageregelungsstrategien. Insbesondere das interaktive Lageregelungssystem, d. h. die Lage des Satelliten und damit seine Blickrichtung, konnte vom Boden mittels Joystick aktiv geändert werden. Das bedeutet, dass Suchoperationen, wenn die Position des Zieles nicht genau bekannt war, und aktive Zielverfolgung (z. B. von Schiffen und Flugzeugen) möglich waren. Die Bodenauflösung betrug beim DLR-TUBSAT 6 m. Das Videobild wurde per S-Band zu einer beliebigen 3-m-Schüssel gesendet, an der ein gewöhnlicher Fernseher angeschlossen wurde. Vor diesem saß dann in der Regel der Operator.
Gesteuert wurde der Satellit von der VHF/UHF-Bodenstation am ILR in Berlin und von einer via TCP/IP von Berlin aus kontrollierten UHF-Bodenstation an der UNIS auf Spitzbergen. Das ILR hatte eine eigene selbst entwickelte S-Band-3-m-Bodenstation in Betrieb, jedoch wurden auch das DFD Neustrelitz und SVALSAT (Spitzbergen) für den Nutzlastdatenempfang genutzt.
Der Satellit wurde am 26. Mai 1999 mit einer PSLV-C2 vom Satish Dhawan Space Centre aus gestartet und war zumindest bis 2006 in Betrieb.

## Technische Daten
- 32 cm × 32 cm × 32 cm Würfelform
- 44,8 kg Masse
- 4 Solarpanele
- 4 NiH2-Batterien
- 3 CCD-Videokameras
  - 16-mm-Vorfeldsensor
  - 50-mm-Vorfeldsensor
  - 1000-mm-Hauptteleskop (6 m Bodenauflösung)
- 3 Reaktionsräder
- 3 Laser-Kreisel
- 2 grobe Sonnensensoren
- ein Magnettorquer
- VHF/UHF-TT&C-System
- S-Band-Nutzlastdatensystem (für das Videosignal)